# 王楠 (射擊運動員)
王楠（1978年7月22日—），河南郑州人，中华人民共和国国家射箭队运动员。

## 生涯
他在1994年時進入河南射擊隊，當時他的教練是趙貴生。2001年，他入选国家射击队，师从王晓。同年的九運會中，王楠於男子個人多向飛碟小項以181中取得銅牌。2005年，他在意大利站世界錦標賽中的男子個人多向飛碟小項得到銀牌，再與隊友於團體小項贏得金牌。
2006年的世界錦標賽中，他以186中的成績最終排名第5。隨後12月的多哈亚运会中，中国选手王楠和胡斌渊分别以189中和188中包揽金、银牌。同日的團體小項中，他和劉安龍、胡斌淵的組合在決賽以424中的成績摘下金牌。2007年，王在多明尼加站得到第5位。同年4月19日，2007年飞碟射击世界杯韩国站中，王楠以179中名列第五，未能夺得北京奥运会入场券。
2009年8月13日，斯洛文尼亚马里博尔举重的飞碟射击世界锦标赛男子双多向飞碟项目的比赛中，王楠以186中的成绩获得铜牌。2010国际射联飞碟世界杯墨西哥站男子双多向飞碟比赛中，王楠位列第六位。